# Jun Wen
Jun Wen es una botánica, curadora estadounidense, trabajando académicamente en el Museo Nacional de Historia Natural de la Institución Smithsoniana, en su Departamento de Botánica. Ha trabajado extensamente con las familias Araliaceae y Vitaceae, efectuando estudios filogenéticos, de biogeografía y de etnobotánica. También con la biogeografía de Asia.

## Algunas publicaciones
- Dillon, MO, T Tu, L Xie, J Wen. 2009. Biogeographic diversification in Nolana (Solanaceae), a ubiquitous member of the Atacama and Peruvian Deserts along the western coast of South America. Journal of Systematics and Evolution 47(5): 457-476
- Luebert, F; J Wen, MO Dillon. 2009. Systematic placement and biogeographical relationships of the monotypic genera Gypothamnium and Oxyphyllum (Asteraceae: Mutisioideae) from the Atacama Desert. Botanical Journal of the Linnean Society 159: 32-51
- Nie, Z; H Sun, Y Meng, J Wen. 2009. Phylogenetic analysis of Toxicodendron (Anacardiaceae) and its biogeographic implications on the evolution of north temperate and tropical intercontinental disjunctions. Journal of Systematics and Evolution 47(5): 416-430
- Ren, Z; B Zhu, E Ma, J Wen, T Tu, Y Cao, M Hasegawa, Y Zhong. 2009. Complete nucleotide sequence and gene arrangement of the mitochondrial genome of the crab-eating frog Fejervarya cancrivora and evolutionary implications. Gene 441(1-2): 148-155
- Sun, BL; CQ Zhang, PP Lowry, J Wen. 2009. Cryptic dioecy in Nyssa yunnanensis (Nyssaceae), a critically endangered species from tropical eastern Asia. Annals of Missouri Botanical Garden 96: 672-684
- Wen, J; SM Ickert-Bond. 2009. Evolution of the Madrean–Tethyan disjunctions and the North and South American amphitropical disjunctions in plants. Journal of Systematics and Evolution 47(5): 331-348
- ----, Q Xiang, H Qian, J Li,X Wang, SM Ickert-Bond. 2009. Intercontinental and intracontinental biogeography—patterns and methods. Journal of Systematics and Evolution 47(5): 327-330
- Xie, L; WL Wagner, RH Rhee, PE Berry, J Wen. 2009. Molecular phylogeny, divergence time estimates, and historical biogeography of Circaea (Onagraceae) in the Northern Hemisphere. Molecular phylogenetics and evolution 53: 995-1009
- Li, D; J Cai, J Wen. 2008. Tapisciaceae. Pp. 496 in Wu, C.Y., Hong, D. and Raven, P.H. (eds.). Flora of China; Vol. 11. Beijing; St. Louis: Science Press; Missouri Botanical Garden.
- ----; J Cai, J Wen. 2008. Staphyleaceae. Pp. 498-504 in Wu, C.Y., Hong, D. and Raven, P.H. (eds.). Flora of China ; Vol. 11. Beijing; St. Louis: Science Press; Missouri Botanical Garden.
- Luebert, F; J Wen. 2008. Phylogenetic analysis and evolutionary diversification of Heliotropium sect. Cochranea (Heliotropiaceae) in the Atacama Desert. Systematic Botany 33: 390-402
- Meng, Y; J Wen, Z Nie, H Sun, Y Yang. 2008. Phylogeny and biogeographic diversification of Maianthemum (Ruscaceae: Polygonatae). Molecular phylogenetics and evolution 49(2): 424-434
- Nie, Z; J Wen, H Azuma, Y Qiu, H Sun, Y Meng, W Sun, EA Zimmer. 2008. Phylogenetic and biogeographic complexity of Magnoliaceae in the Northern Hemisphere inferred from three nuclear data sets. Molecular Phylogenetics and Evolution 48(3): 1027-1040

- La abreviatura «J.Wen» se emplea para indicar a Jun Wen como autoridad en la descripción y clasificación científica de los vegetales.[2]